# Port Gibson
Port Gibson – miasto w Stanach Zjednoczonych, w stanie Missisipi, siedziba administracyjna hrabstwa Claiborne.